# Xã Dillon, Quận Tazewell, Illinois
Xã Dillon (tiếng Anh: Dillon Township) là một xã thuộc quận Tazewell, tiểu bang Illinois, Hoa Kỳ. Năm 2010, dân số của xã này là 1.000 người.